# Marian Buszyński
Marian Kazimierz Buszyński (ur. 1 lutego 1885 w Kołomyi, zm. 1964 w Warszawie) – doktor praw, karnista, pułkownik audytor służby sądowej Wojska Polskiego.

## Życiorys
Urodził się w inteligenckiej rodzinie Juliana i Marii. W 1903 ukończył Państwowe Gimnazjum we Lwowie. W 1907 ukończył tamże studia prawnicze i w 1908 został doktorem praw. W latach 1908–1911 pracował w kancelarii adwokackiej we Lwowie. Od 1912 był kandydatem na sędziego w Sądzie Okręgowym we Lwowie. 
Podczas I wojny światowej został zmobilizowany do armii austro-węgierskiej i skierowany do 30 pułku piechoty. Służąc na froncie awansował na sierżanta. Bez powodzenia starał się o przeniesienie do audytoriatu wojskowego.
Po odzyskaniu przez Polskę niepodległości pod koniec listopada 1918 zgłosił się we Lwowie do Wojska Polskiego. Tuż po tym wziął udział w walkach podczas wojny polsko-ukraińskiej w szeregach Legii Oficerskiej (wraz z nim kpt Feliks Godowski). 9 kwietnia 1919 został pozytywnie zweryfikowany przez Prawniczą Komisję Kwalifikacyjną a do Wojska Polskiego formalnie wstąpił 30 kwietnia 1919. W maju 1919 został sędzią Sądu Polowego Dywizji Lwowskiej. Później służył w Sądzie Polowym Dywizji Litewsko-Białoruskiej. 6 sierpnia 1919 awansował na majora. 28 października 1919 został przeniesiony do Referatu Sądowo-Prawnego Frontu Litewsko-Białoruskiego. Następnie służył w Referacie Sądowo-Prawnym 4 Armii i Referacie Sądowo-Prawnym Frontu Północnego. 11 września 1920 r. został szefem Referatu Sądowo-Prawnego Grupy Południowej. Od listopada 1920 był p.o. szefa Referatu Sądowo-Prawnego 2 Armii. 
W lipcu 1921 został referentem Departamentu Sprawiedliwości Ministerstwa Spraw Wojskowych. Następnie służył w Prokuraturze przy Wojskowym Sądzie Okręgowym nr VI we Lwowie. Później był sędzią tego sądu. Od marca 1925 był szefem Wydziału Spraw Karnych Departamentu Sprawiedliwości MSWoj. Po kilku miesiącach został szefem Wydziału II Ustawodawczego tego departamentu. 3 maja 1926 awansował na podpułkownika ze starszeństwem z dniem 1 lipca 1925. Później awansowany do stopnia pułkownika.
Od 29 września 1926 był referentem Rady Prawniczej w Ministerstwie Sprawiedliwości. W styczniu 1928 został członkiem Komisji Egzaminacyjnej MSWojsk. dla funkcjonariuszy Państwowej Służby Cywilnej I kategorii. W 1928 uczestniczył w pracach nad kodeksem karnym wojskowym. W latach 1928–1937 był współautorem kilku komentarzy ustawodawstwa sądowego. 1 stycznia 1932 awansował na pułkownika. Latem 1932 uczestniczył w pracach nad nowym kodeksem karnym wojskowym. Od 24 czerwca 1932 był zastępcą szefa Departamentu X Sprawiedliwości MSWojsk. i zastępcą Naczelnego Prokuratora Wojskowego. 1 października 1934 na własną prośbę przeszedł w stan spoczynku. Był redaktorem Towarzystwa Polskiej Wiedzy Wojskowej.
Podczas kampanii wrześniowej pozostał bez przydziału. Po zakończeniu II wojny światowej pracował jako radca prawny. 
Zmarł w Warszawie.

## Publikacje
Był encyklopedystą. Został wymieniony w gronie edytorów ośmiotomowej Encyklopedii wojskowej wydanej w latach 1931–1939 gdzie zredagował hasła związane z przepisami wojskowymi. Wchodził w skład komitetu redakcyjnego tej encyklopedii .
- Statut oficerskich sądów honorowych (1929, współautor: Stanisław Lubodziecki)
- Polskie Ustawodawstwo Wojskowe (1930, współautor: Bolesław Matzner)
- Ustawa inwalidzka wraz z odnoszącemi się do niej rozporządzeniami, instrukcjami i t.p., z uwzględnieniem orzecznictwa Najwyższego Trybunału Administracyjnego (1931, współautor: Bolesław Matzner)
- Kodeks karny wykonawczy jako wyraz nowej systematyki kodyfikacyjnej (1933)
- Kodeks karny wojskowy z komentarzem (1944, współautorzy: Bolesław Matzner, Karol Müller)
- Prawo Lokalowe. Komentarz. Przepisy wykonawcze i przepisy związkowe (1961, współautorzy: Władysław Graboń, Maurycy Pakier)

## Ordery i odznaczenia
- Krzyż Niepodległości
- Krzyż Oficerski Orderu Odrodzenia Polski (11 listopada 1934)[4][5]
- Złoty Krzyż Zasługi (24 maja 1929)[6]
- Medal Dziesięciolecia Odzyskanej Niepodległości